# Sonakshi Sinha
Sonakshi Sinha (Bombay, 2 de junio de 1987) es una actriz y cantante india. Después de trabajar como diseñadora de vestuario a inicios de carrera, hizo su debut en la película de drama de acción Dabangg (2010), que la llevó a ganar el Premio Filmfare al mejor debut femenino.
Sinha ha interpretado el interés romántico de los protagonistas masculinos en varios dramas de acción de gran recaudación, incluyendo Rowdy Rathore (2012), Son of Sardaar (2012), Dabangg 2 (2012) y Holiday: A Soldier Is Never Off Duty (2014), aunque fue criticada por asumir papeles que le ofrecían un alcance limitado. Recibió elogios de la crítica por su interpretación de una mujer que sufría de tuberculosis en el drama romántico Lootera (2013), por lo que fue nominada para el Premio Filmfare a la mejor actriz en 2013.
Ella cantó una pequeña parte en la canción de Imran Khan «Let's Celebrate» de la película Tevar. Luego hizo su debut como cantante oficial con el sencillo «Aaj Mood Isqholic hai», que fue lanzado el 23 de diciembre de 2015. También cantó «Rajh Rajh me» de Akira y «Move your Lakh» por Noor con Diljit y Badshah.

## Primeros años
Sinha nació el 2 de junio de 1987 en Patna en una familia de Bihari Kayastha. Su padre, Shatrughan Sinha y su madre Poonam Sinha (Chandiramani de soltera) son actores en el cine hindi. Su padre es ahora miembro político del Partido Popular Indio. Ella es la menor de tres hijos, sus dos hermanos mayores, Luv Sinha y Kush Sinha son gemelos. Realizó sus estudios en Arya Vidya Mandir y más tarde se graduó en diseño de moda del Shreemati Nathibai Damodar Thackersey Women's University.

## Carrera

### Debut y progreso (2010–13)
Sinha comenzó su carrera como diseñadora de vestuario, diseñando los disfraces para películas como Mera Dil Leke Dekho en 2005. Hizo su debut como actriz en la película de 2010 Dabangg, en la que protagonizó junto a Salman Khan. Pasó a convertirse en la película de mayor recaudación de fondos de 2010 y, finalmente, surgió como un éxito de todos los tiempos. Sinha tuvo que perder 30 kg en preparación para el papel de una chica de pueblo. Su actuación fue bien recibida, con el conocido crítico Taran Adarsh señalando que «Sonakshi Sinha se ve fresca, actúa con confianza y se une muy bien con Salman. Lo que es más importante, entrega las expresiones correctas y no es dominada por la galaxia de estrellas del reparto». Aunque Sinha no tuvo estrenos en 2011, ganó premios por su debut. Esto incluyó el Premio Filmfare, así como los Premios IIFA entre muchos otros.
Sinha tuvo cuatro estrenos en 2012, siendo la primera Rowdy Rathore de Prabhu Deva, junto a Akshay Kumar. La película se abrió a las revisiones mezcladas de críticos, aunque tuvo una abertura fuerte en la taquilla, recogiendo aprox. ₹ 150,6 millones (US $2,3 millones) en el primer día y finalmente se convirtió en un éxito de taquilla.

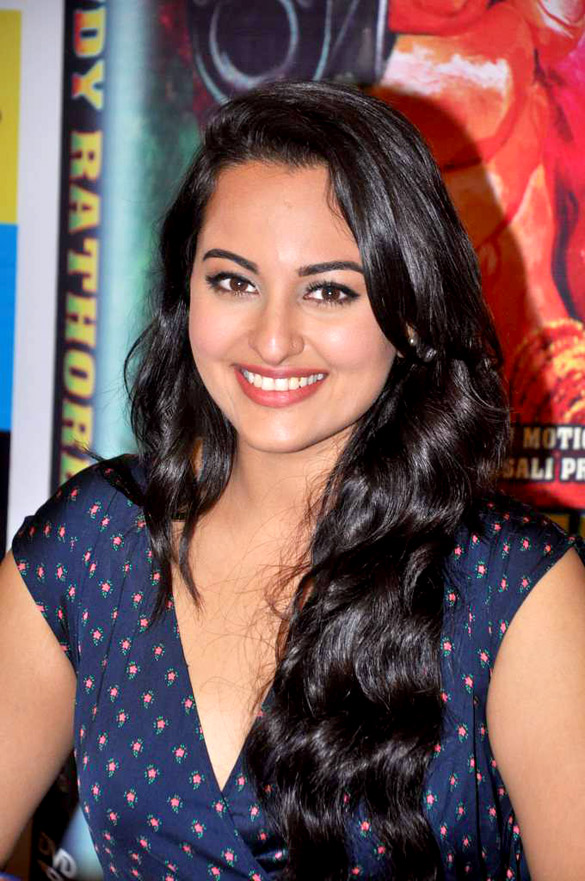
Sinha en el lanzamiento del DVD de Rowdy Rathore en 2012.

Sin embargo, el crítico Rajeev Masand criticó su papel ornamental y escribió que Sinha «parece existir en esta película sólo para tener su abdomen repetidamente pellizcado por Akshay Kumar». Su siguiente película, Joker de Shirish Kunder, también junto a Akshay Kumar, resultó ser un desastre comercial en la taquilla y recibió críticas abrumadoramente negativas.
Su tercera película, Son of Sardar de Ashwni Dhir, junto a Ajay Devgan, fue mal recibida por los críticos, pero resultó ser un éxito económico. El crítico Saibal Chatterjee de NDTV señaló que Sinha «se esfuerza por ser bonita y delicada en medio de toda la locura». Dabangg 2 de Arbaaz Khan, la secuela de su debut inmensamente exitoso obtuvo pocos elogios de los críticos, aunque resultó ser un gran éxito financiero. SSinha también dobló para la voz de Tooth en la versión Hindi de Rise of the Guardians.
La primera película de Sinha de 2013 fue Lootera, el período romance-drama de Vikramaditya Motwane, junto a Ranveer Singh. A pesar de recibir una respuesta tibia en la taquilla, esta y Sinha recibieron elogios, con la interpretación de Sinha de Pakhi, una chica bengalí que está muriendo de tuberculosis, recibiendo la aclamación universal de los críticos. Sarita Tanwar señala que «la estrella de la película es, sin duda, Sonakshi Sinha [quien da] una actuación madura y refinada, vive el cuerpo y el alma del personaje». Raja Sen estuvo de acuerdo, diciendo que «Sonakshi Sinha interpreta a Pakhi maravillosamente, creando un personaje que tiene los ojos inmaculadamente anchos y posee una gracia casual, pero inconfundible. Es una actuación que comienza soñadoramente suave y se vuelve más difícil, y hace justicia del diálogo bien grabado como pocas actrices pueden. Hay una vulnerabilidad perceptible a Pakhi a lo largo de la película, y Sinha saca a la luz esta fragilidad perfectamente, sin jamás exagerarla».
Sinha apareció en la película policíaca-romántica Once Upon ay Time in Mumbai Dobaara! de Milan Luthria, la secuela de Once Upon a Time in Mumbaai,  en la que fue emparejada nuevamente con Akshay Kumar, así como con Imran Khan. La película fue una decepción comercial y el crítico Mohar Basu la calificó de «un charlatán repleto de idiotismo que el director marca como ingenuidad». Luego apareció en Bullett Raja de Tigmanshu Dhulia, junto a Saif Ali Khan, un fracaso de taquilla. Su lanzamiento final del año fue R... Rajkumar de Prabhu Deva junto a Shahid Kapoor. Un éxito comercial moderado, la película y su actuación recibieron críticas negativas. Taran Adarsh la calificó de «repetitiva» y señaló que necesitaba «reinventarse».

### Trabajo reciente (2014–presente)
En 2014, después de proporcionar su voz para la voz de Jewel en el doblaje hindi de Río 2, Sinha fue vista en el suspenso de acción Holiday: A Soldier Is Never Off Duty de A.R. Murugadoss, un remake de la película tamil Thuppakki del director. Junto a Akshay Kumar, Sinha apareció como una boxeador. Recibió críticas mixtas a positivas de los críticos y surgió como un éxito de taquilla. Jyoti Sharma Bawa dijo de la interpretación de Sinha: «Sonakshi no tiene nada que hacer mucho en la película y tropieza en lugares. Para un actor que ya demostró su valor en el departamento de actuación, esto definitivamente es una decepción». Sinha apareció en un video musical con Yo Yo Honey Singh titulado Superstar. En julio, Sinha compró conjuntamente un equipo en la World Kabaddi League. Su segundo lanzamiento de 2014 fue Action Jackson de Prabhu Deva con Ajay Devgn y Yami Gautam.

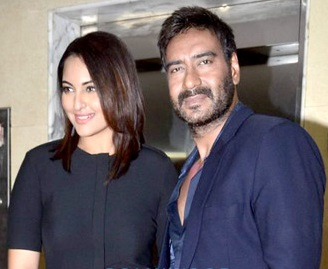
Sonakshi Sinha con Ajay Devgan durante las promociones de Action Jackson (2014)

 Ella hizo su debut en Kollywood junto a Rajinikanth en Lingaa de KS Ravikumar, su lanzamiento final en 2014. Luego apareció en el remake de Okkadu de Boney Kapoor titulado Tevar (2015), junto a Arjun Kapoor. Para el último de estos, Rajeev Masand escribió, «Sonakshi Sinha, interpretando a otra damisela en una nueva versión del sur, una vez más no tiene nada que hacer. Ella parece contenta mostrándose para algunos números de danza, y esperar alrededor para que un hombre la salve».
Sonakshi lanzó su single de debut «Aaj Mood Ishqholic Hai» en colaboración con Meet Bros el 23 de diciembre de 2015.
A partir de julio de 2016, Sinha ha completado el trabajo de la nueva tamil Mouna Guru, titulada Akira, un drama de acción del director AR Murugadoss en la que interpreta a una estudiante universitaria agresiva y en el suspenso-acción  de Abhinay Deo, Force 2 junto a John Abraham. Actualmente está filmando la comedia Noor de Sunhil Sippy basada en la novela Karachi, You're Killing Me! de Saba Imtiaz. Ella se presenta en el papel titular de Noor junto a Kanan Gill, Shibani Dandekar y Purab Kohli. También ha firmado para el remake de Abhay Chopra del misterio del asesinato de 1969, Ittefaq, junto con Sidharth Malhotra, y la comedia de Vipul Shah, Namastey England, junto a Akshay Kumar.
En marzo de 2017, Sinha anunció que actualmente está trabajando en un nuevo sencillo. También confirmó que actuará como el acto de apertura para el concierto del Purpose World Tour del cantante canadiense Justin Bieber en el Estadio DY Patil de Bombay el 10 de mayo, donde espera lanzar su nuevo sencillo.

## Filantropía
Sonakshi Sinha es una declarada amante de los animales, ella ha posado para una campaña de PETA que abogaba por la adopción y esterilización de perros y gatos. Ella ha protagonizado un vídeo de un minuto de PSA, instando a todos a adoptar animales y hacerlos esterilizar. Ella ha sido citado diciendo que «los criadores, las tiendas de mascotas y las personas que no esterilizan a sus animales son responsables de todos los animales que terminan sin hogar. Cada vez que alguien compra un perro o un gato de un criador o tienda de mascotas, un animal sin hogar vagando por las calles o esperando en un refugio de animales pierde la oportunidad de una casa y una buena vida».

## Filmografía
| Año  | Película                             | Papel                | Notas                                                                 |
| ---- | ------------------------------------ | -------------------- | --------------------------------------------------------------------- |
| 2010 | Dabangg                              | Rajjo Pandey         |                                                                       |
| 2012 | Rowdy Rathore                        | Paro                 |                                                                       |
| 2012 | Joker                                | Diva                 |                                                                       |
| 2012 | OMG – Oh My God                      | Ella misma           | Aparición especial en la canción «Go Go Govinda»                      |
| 2012 | Son of Sardar                        | Sukhmeet Kaur Sandhu |                                                                       |
| 2012 | Dabangg 2                            | Rajjo Pandey         |                                                                       |
| 2013 | Himmatwala                           | Ella misma           | Aparición especial en la canción «Thank God It's Friday»              |
| 2013 | Lootera                              | Pakhi Roy Chaudhary  | Premio Nominado-Filmfare a la Mejor Actriz                            |
| 2013 | Once Upon ay Time in Mumbai Dobaara! | Jasmine Sheikh       |                                                                       |
| 2013 | Boss                                 | Ella misma           | Aparición especial en las canciones «Party All Night» y «Har Kisi Ko» |
| 2013 | Bullett Raja                         | Mitali               |                                                                       |
| 2013 | R... Rajkumar                        | Chanda               |                                                                       |
| 2014 | Holiday: A Soldier Is Never Off Duty | Saiba Thapar         |                                                                       |
| 2014 | Action Jackson                       | Kushi                |                                                                       |
| 2014 | Lingaa                               | Mani Bharathi        | Película tamil                                                        |
| 2015 | Tevar                                | Radhika Mishra       |                                                                       |
| 2015 | All Is Well                          | Ella misma           | Aparición especial en la canción «Nachan Farrate»                     |
| 2016 | Akira                                | Akira                |                                                                       |
| 2016 | Force 2                              | Kamaljit Kaur        |                                                                       |
| 2017 | Noor                                 | Noor                 |                                                                       |
| 2017 | Ittefaq                              | Madhavi              | Rodaje                                                                |
| 2017 | Circus                               |                      | Rodaje Sonakshi será un trapecista en la película                     |

## Discografía

### Sencillos
| Sencillo                 | Discografía | Liberado                |
| ------------------------ | ----------- | ----------------------- |
| «Aaj Mood Ishqholic Hai» | T-Series    | 23 de diciembre de 2015 |

## Premios y nominaciones
| Añor | Premio                                                   | Categoría                                           | Película                 | Resultado |
| ---- | -------------------------------------------------------- | --------------------------------------------------- | ------------------------ | --------- |
| 2011 | Premios Anuales de Bollywood Centroeuropeos              | Mejor revelación femenina                           | Dabangg                  | Ganadora  |
| 2011 | Premios Apsara de productores de cine y televisión       | Mejor debut femenino                                | Dabangg                  | Ganadora  |
| 2011 | Premios Filmfare                                         | Mejor debut femenino                                | Dabangg                  | Ganadora  |
| 2011 | Premios de la Academia Internacional de Cine de la India | Estrella debut del año - Mujer                      | Dabangg                  | Ganadora  |
| 2011 | Premios Lions Gold                                       | Actriz favorita debutante                           | Dabangg                  | Ganadora  |
| 2011 | Premios Star Screen                                      | El revelación más prometedora – Femenina            | Dabangg                  | Ganadora  |
| 2011 | Premios Stardust                                         | Superestrella del mañana – Femenina                 | Dabangg                  | Ganadora  |
| 2011 | Premios Stardust                                         | Mejor actriz de suspense/acción                     | Dabangg                  | Nominada  |
| 2011 | Premios Zee Cine                                         | Mejor debut femenino                                | Dabangg                  | Ganadora  |
| 2011 | Premios Zee Cine                                         | Mejor Icono Femenino Internacional                  | Dabangg                  | Nominada  |
| 2011 | Premios FICCI Frames Excellence                          | Mejor actriz debutante                              | Dabangg                  | Ganadora  |
| 2011 | Premios Aaj Tak                                          | Mejor actriz debutante                              | Dabangg                  | Ganadora  |
| 2011 | Premios Dadasaheb Phalke                                 | Mejor actor debutante - Mujer                       | Dabangg                  | Ganadora  |
| 2012 | Premios ETC Business                                     | Actriz con mayor recaudación de fondos              | —                        | Ganadora  |
| 2012 | People's Choice Awards India                             | Actriz de cine favorita                             | Rowdy Rathore            | Nominada  |
| 2012 | People's Choice Awards India                             | Icono favorito de película juvenil                  | —                        | Nominada  |
| 2013 | Premios Stardust                                         | Mejor actriz de suspense/acción                     | Rowdy Rathore, Dabangg 2 | Nominada  |
| 2013 | Premios Stardust                                         | Mejor actriz de comedia/romance                     | Son of Sardar            | Nominada  |
| 2013 | Nickelodeon Kids' Choice Awards India                    | Mejor actriz de cine                                | —                        | Nominada  |
| 2013 | Premios BIG Star Entertainment                           | Actor más entretenido en un papel romántico - Mujer | Lootera                  | Ganadora  |
| 2013 | Premios BIG Star Entertainment                           | Actor de cine más entretenido - Mujer               | Lootera                  | Nominada  |
| 2014 | Premios Filmfare                                         | Mejor actriz                                        | Lootera                  | Nominada  |
| 2014 | Premios Apsara de productores de cine y televisión       | Mejor actriz en un papel principal                  | Lootera                  | Nominada  |
| 2014 | Premios Screen Awards                                    | Mejor actriz                                        | Lootera                  | Nominada  |
| 2014 | Premios Screen Awards                                    | Elección popular (Mujer)                            | Lootera                  | Nominada  |
| 2014 | Premios Zee Cine                                         | Mejor actriz (Crítica)                              | Lootera                  | Ganadora  |
| 2014 | Premios de la Academia Internacional de Cine de la India | Mejor actriz                                        | Lootera                  | Nominada  |